# Palestina vid världsmästerskapen i friidrott 2022
Palestina tävlade vid världsmästerskapen i friidrott 2022 i Eugene i USA mellan den 15 och 24 juli 2022. Palestina hade en trupp på en idrottare.

## Resultat

### Damer
Gång- och löpgrenar
| Idrottare     | Gren      | Försöksheat | Försöksheat | Semifinal        | Semifinal        | Final            | Final            |
| Idrottare     | Gren      | Resultat    | Placering   | Resultat         | Placering        | Resultat         | Placering        |
| ------------- | --------- | ----------- | ----------- | ---------------- | ---------------- | ---------------- | ---------------- |
| Hanna Barakat | 200 meter | 26,33 0NR0  | 43          | Gick inte vidare | Gick inte vidare | Gick inte vidare | Gick inte vidare |